# جلیکو (تنسی)
جلیکو(به انگلیسی: Jellico) شهری در ایالت تنسی کشور ایالات متحده آمریکا است که جمعیت آن در سرشماری سال ۲۰۱۰ میلادی، ۲٬۳۵۵ نفر بوده است.

## نگارخانه

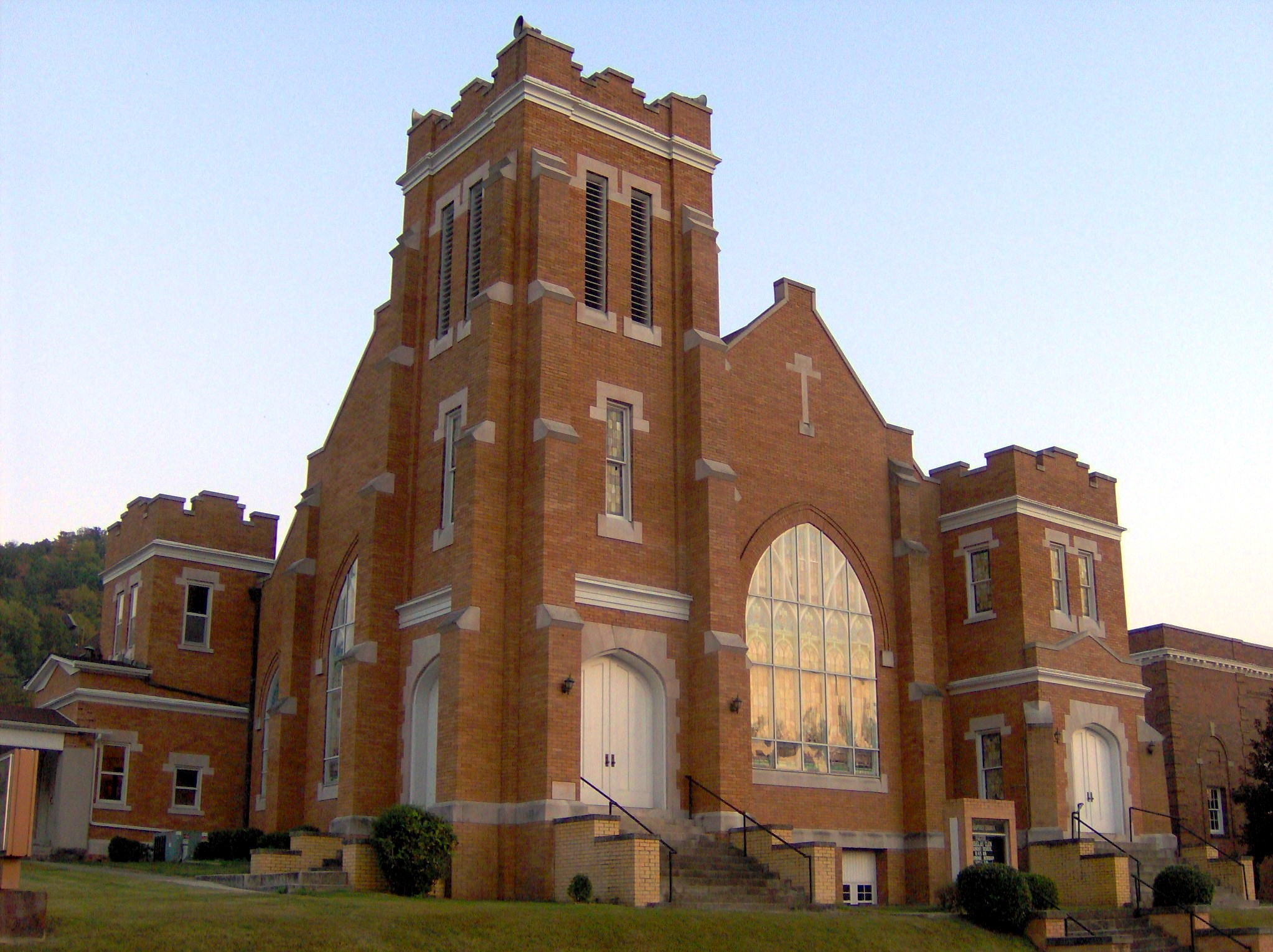
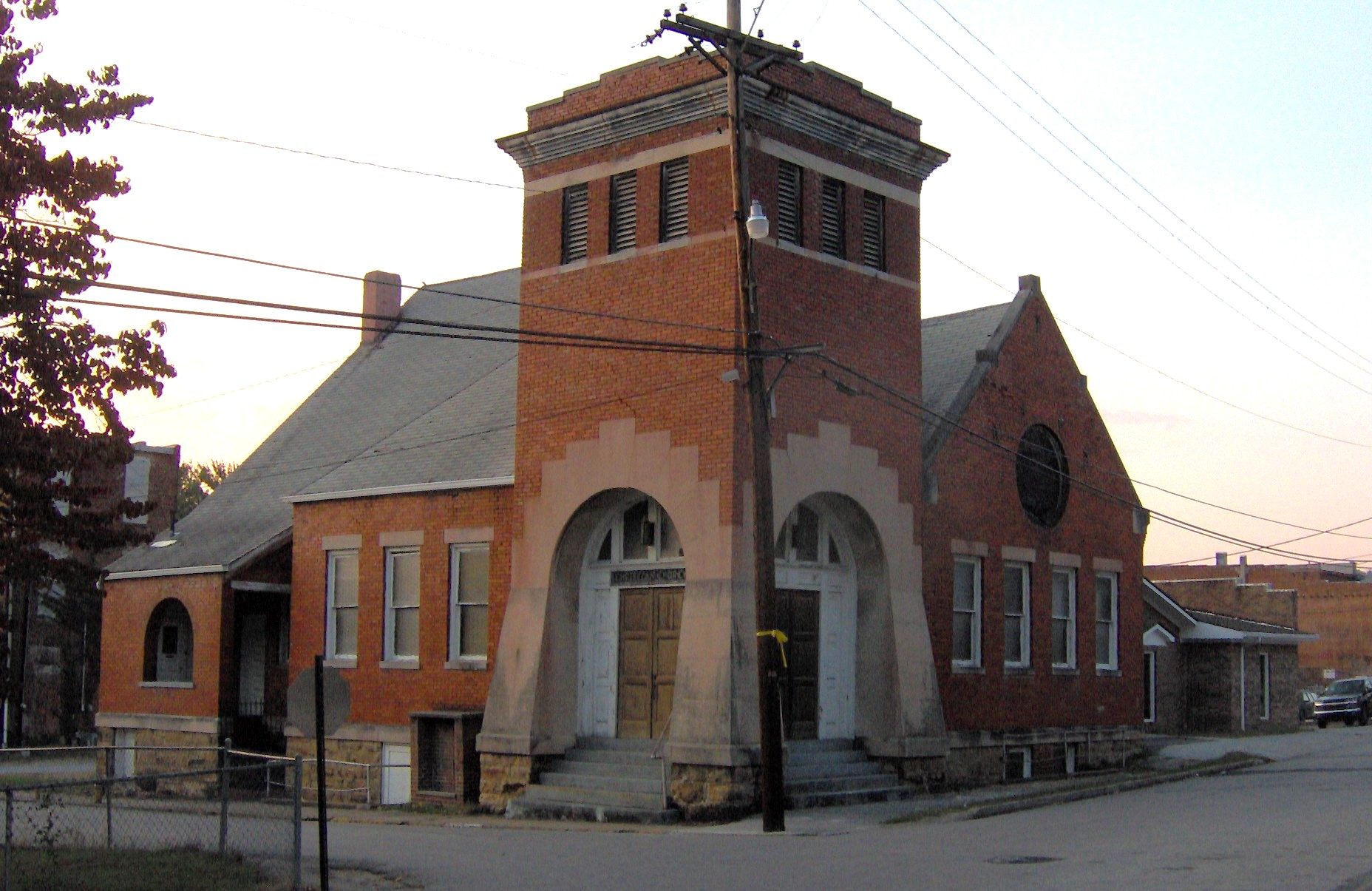
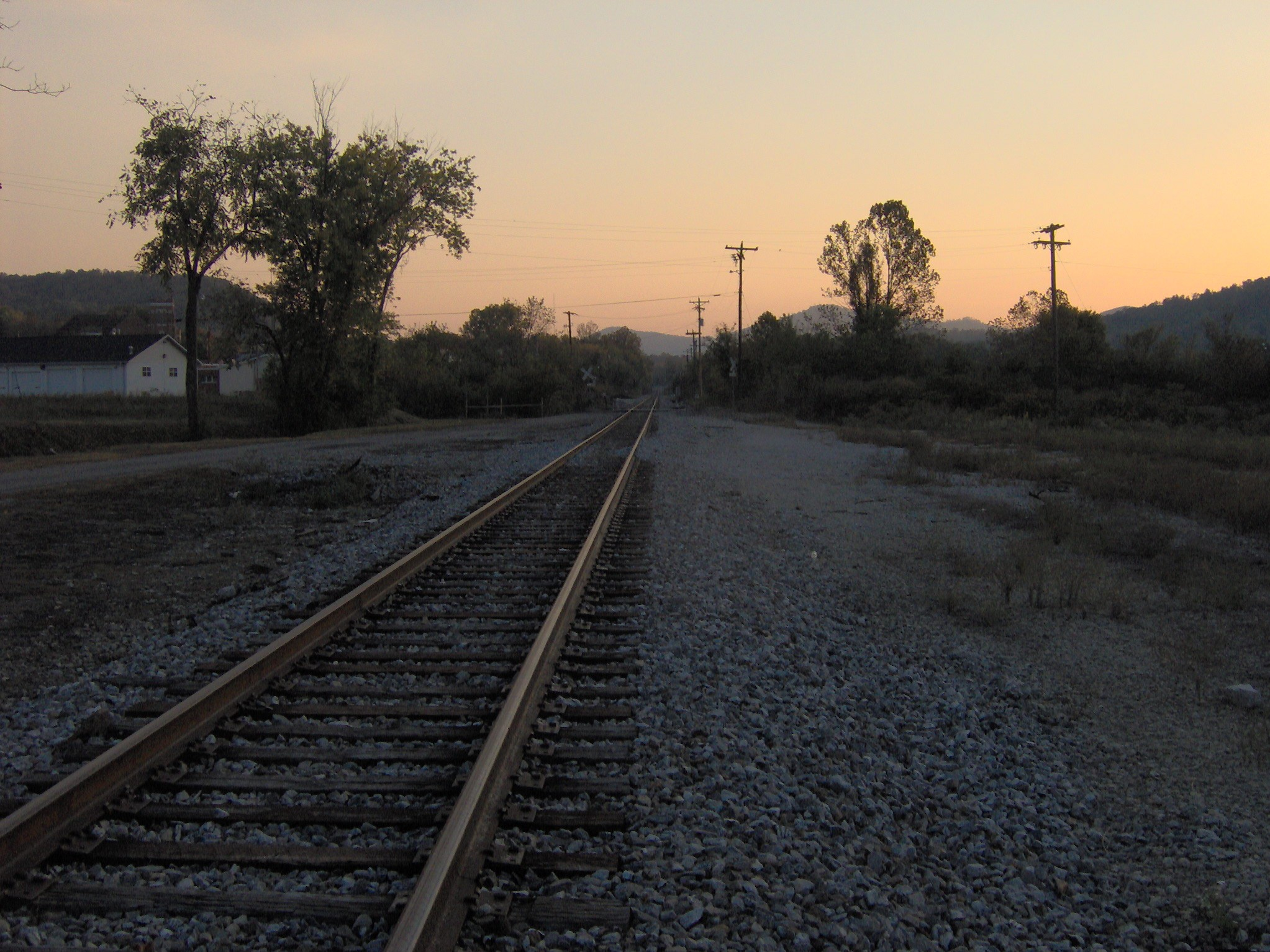
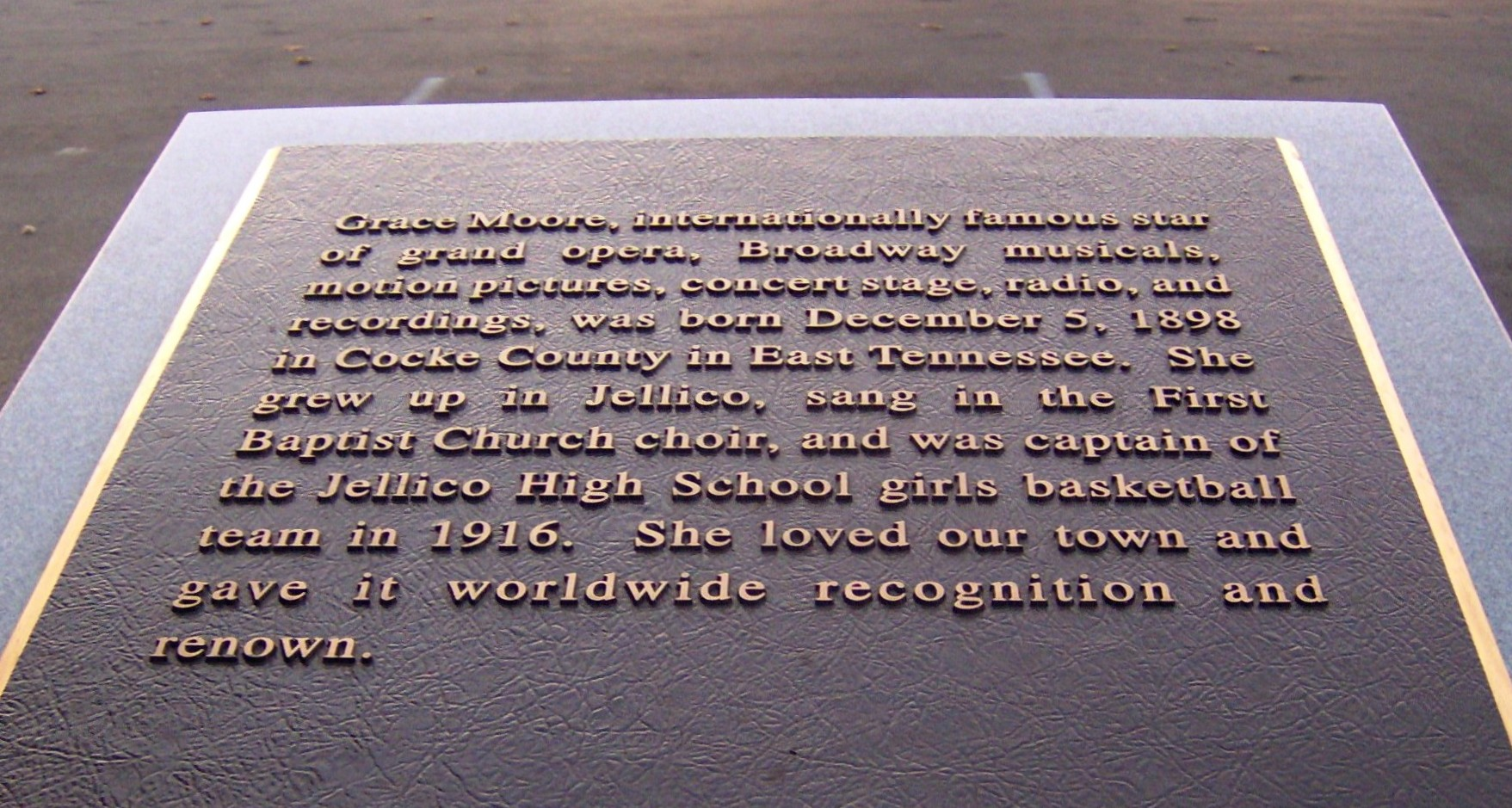